# 9349 Лукас
9349 Лукас (9349 Lucas) — астероїд головного поясу, відкритий 30 вересня 1991 року.
Тіссеранів параметр щодо Юпітера — 3,558.